# Lee Hays

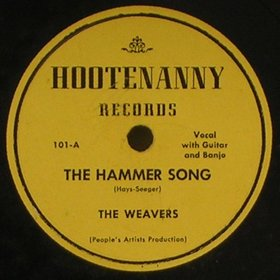
Skivetikett från The Hammer Song (d.v.s. If I had a Hammer) av Lee Hays och Pete Seeger.

Lee Elhardt Hays, född den 14 mars 1914 i Little Rock, Arkansas, död den 26 augusti 1981 i Croton-on-Hudson, New York var en amerikansk folkmusiker. Han är främst känd för att ha sjungit basstämman i Almanac Singers och The Weavers och för att ha komponerat/medförfattat sånger som Lonesome Traveler, Wasn't That a Time?, If I Had a Hammer och Kisses Sweeter than Wine.